# 李鹏新
李鹏新（1960年12月—），山西省忻州市神池县人。男，汉族。1977年12月参加工作，1984年9月加入中国共产党。青海师范学院中文系中文专业毕业，中共中央党校社会学专业研究生学历。曾任新疆维吾尔自治区党委副书记、自治区教育工作委员会书记。2023年因为严重违法违纪而接受中纪委国家监委调查。2024年被双开。

## 生平
1977年12月，17岁的李鹏新来到青海省德令哈农场中学任教师。1979年9月，在青海师范学院中文系中文专业学习。1983年8月，在青海省委组织部选调生培训班当学员。1983年9月，任青海省玉树藏族自治州治多县多彩公社党委秘书。1984年4月，在青海省玉树藏族自治州治多县当江乡副乡长。1985年12月，任青海省玉树藏族自治州治多县副县长。
1990年1月，李鹏新任共青团青海省委组织部副部长。1991年1月，任共青团青海省委组织部部长。1991年11月，任共青团青海省委副书记。1997年1月，任共青团青海省委书记（1995年8月至1997年12月，在中央党校函授学院领导干部函授班经济管理专业学习。1998年9月至1999年7月，在中央党校中青年干部培训班学习）。1999年11月，任中共青海省海西蒙古族藏族自治州委副书记兼格尔木市委书记（正厅级），2001年1月任中共海西蒙古族藏族自治州委书记。
2005年8月，45岁的李鹏新任中共青海省委常委、海西蒙古族藏族自治州委书记，晋升副部级。2007年1月，改兼任省委政法委书记。2011年11月，调任中共内蒙古自治区党委常委、组织部部长。
2016年10月，任中共新疆维吾尔自治区党委副书记、自治区教育工委书记。2016年11月至2017年4月，兼任新疆维吾尔自治区党委秘书长。
2023年12月，李鹏新因为涉嫌严重违纪违法，接受中央纪委国家监委纪律审查和监察调查。2024年6月17日，被中央纪委国家监委开除党籍、开除公职。
2025年1月9日，陕西省宝鸡市中级人民法院一审公开开庭审理了李鹏新受贿一案。宝鸡市人民检察院起诉指控，1999年至2023年，被告人李鹏新利用职务便利，直接或通过他人非法收受有关单位和个人给予的财物共计折合人民币8.22亿余元，这一金额超过了贵州省委原书记孙志刚的8.19亿元，创下二十大后贪腐数额新高。李鹏新当庭表示认罪悔罪。
2025年4月22日，陕西省宝鸡市中级人民法院一审公开宣判新疆维吾尔自治区党委原副书记李鹏新受贿案，对被告人李鹏新以受贿罪判处死刑，缓期二年执行，剥夺政治权利终身，并处没收个人全部财产，在其死刑缓期执行二年期满依法减为无期徒刑后，终身监禁，不得减刑、假释；对追缴在案的李鹏新犯罪所得财物及孳息依法上缴国库，不足部分继续追缴。